# Beker (sterrenbeeld)

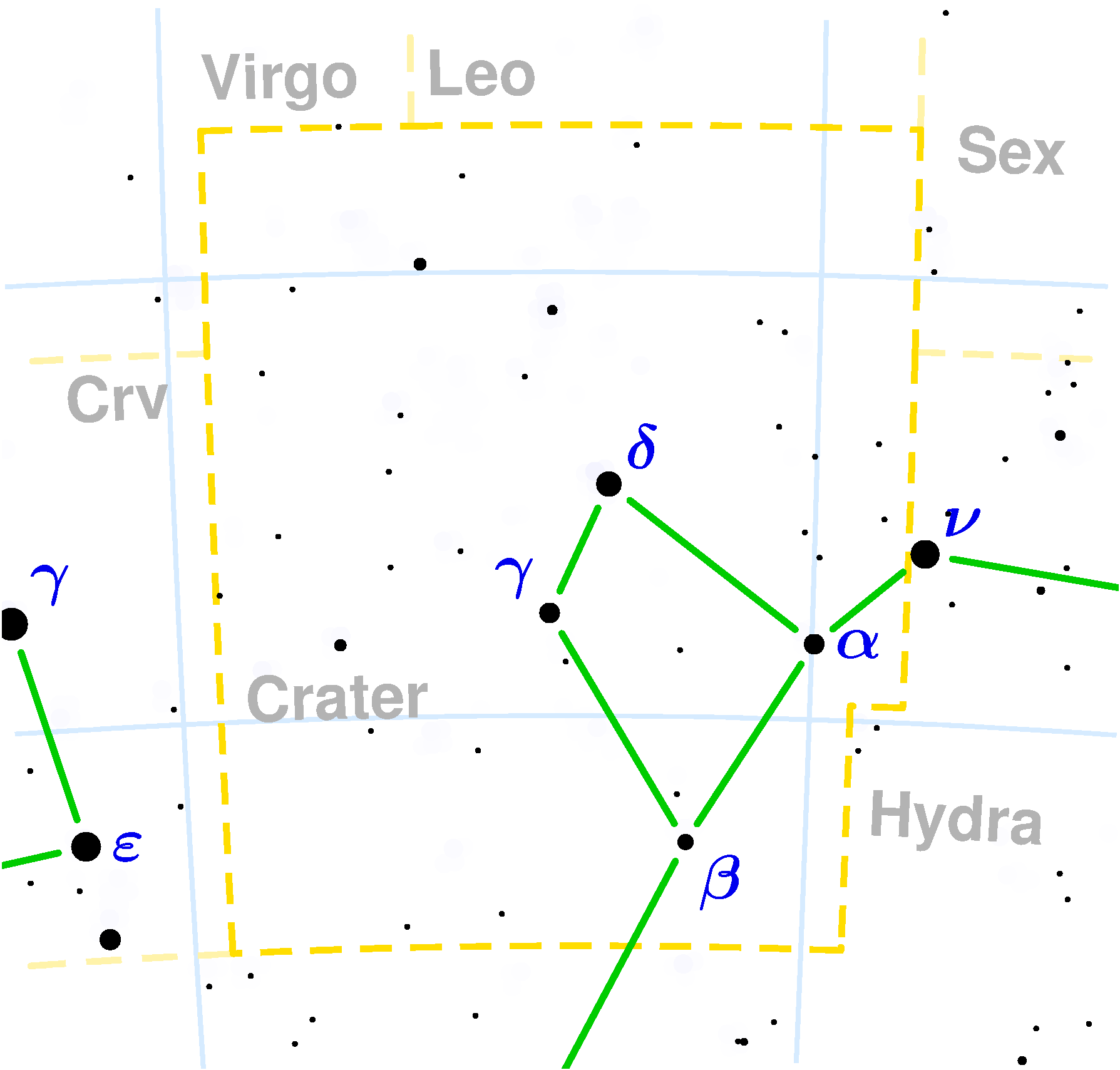
Kaart van het sterrenbeeld Beker.

Beker (Crater, afkorting Crt) is een klein sterrenbeeld aan de zuidelijke hemel, maar nog zichtbaar op de breedte van de Benelux. Rechte klimming 10u48m tot 11u54m, declinatie −6° tot −25°.

## Sterren
(in volgorde van afnemende helderheid)
- delta Crateris heeft magnitude 3,56.
- Alkes (α, alpha Crateris)

## Telescopisch waarneembare objecten

### New General Catalogue(NGC)
NGC 3431, NGC 3452, NGC 3456, NGC 3459, NGC 3469, NGC 3472, NGC 3479, NGC 3481, NGC 3497, NGC 3502, NGC 3505, NGC 3508, NGC 3511, NGC 3513, NGC 3514, NGC 3520, NGC 3525, NGC 3528, NGC 3529, NGC 3537-1, NGC 3537-2, NGC 3541, NGC 3544, NGC 3546, NGC 3565, NGC 3566, NGC 3571, NGC 3578, NGC 3591, NGC 3597, NGC 3634, NGC 3635, NGC 3636, NGC 3637, NGC 3638, NGC 3660 (met in de nabijheid ervan het ringvormige stelsel LEDA 1000714, ook bekend als Burçin's stelsel), NGC 3661, NGC 3663, NGC 3667, NGC 3672, NGC 3676, NGC 3688, NGC 3693, NGC 3696, NGC 3702, NGC 3703, NGC 3704, NGC 3707, NGC 3711-1, NGC 3711-2, NGC 3715, NGC 3721, NGC 3722, NGC 3723, NGC 3724, NGC 3727, NGC 3730, NGC 3732, NGC 3734, NGC 3763, NGC 3771, NGC 3774, NGC 3775, NGC 3777, NGC 3779, NGC 3789, NGC 3791, NGC 3823-1, NGC 3823-2, NGC 3831, NGC 3836, NGC 3854, NGC 3858, NGC 3865, NGC 3866, NGC 3887, NGC 3892, NGC 3905, NGC 3942, NGC 3955, NGC 3956, NGC 3957, NGC 3959, NGC 3962, NGC 3965, NGC 3967, NGC 3969, NGC 3970, NGC 3974, NGC 3981

### Index Catalogue (IC)
IC 654, IC 665, IC 672, IC 679, IC 681, IC 688, IC 689, IC 690, IC 695, IC 703, IC 704, IC 706, IC 714, IC 715, IC 717, IC 721, IC 723, IC 733, IC 734, IC 743, IC 2622, IC 2623, IC 2624, IC 2625, IC 2627, IC 2668, IC 2856, IC 2889, IC 2910, IC 2962, IC 2965, IC 2970

## Bezienswaardigheden
- R Crateris is beschreven als zijnde een knalrode ster. In T.W.Webb's CELESTIAL OBJECTS FOR COMMON TELESCOPES, VOLUME 2: THE STARS valt omtrent R Crateris te lezen: Scarlet, almost blood-colour, a most intense and curious col. (zie bladzijde 97). R Crateris volgt op korte radiale afstand de hoofdster van het sterrenbeeld Beker: Alpha Crateris (Alkes).
- Speciale aandacht moet geschonken worden aan de ster S Crateris in de noordoostelijke "hoek" van de grenslijn met het sterrenbeeld Maagd. Op de sterrenbeeldfoto's afkomstig van de Japanse astrofotograaf Akira Fujii ziet S Crateris er knalrood uit.

## Aangrenzende sterrenbeelden
(met de wijzers van de klok mee)
- Leeuw (Leo)
- Sextant (Sextans)
- Waterslang (Hydra)
- Raaf (Corvus)
- Maagd (Virgo)